# Incanto (Tiziano Ferro)
Incanto è un singolo del cantautore italiano Tiziano Ferro, pubblicato il 16 gennaio 2015 come secondo estratto dalla prima raccolta TZN - The Best of Tiziano Ferro.

## Descrizione
Composto da Tiziano Ferro con la partecipazione di Emanuele Dabbono, Incanto è uno dei tre brani inediti realizzati dal cantautore nel corso del 2014, insieme ai singoli Senza scappare mai più e Lo stadio. Riguardo a questo brano, lo stesso Ferro ha commentato:
Il brano è stato eseguito per la prima volta dal vivo il 10 febbraio 2015 alla prima serata della 65ª edizione del Festival di Sanremo, evento al quale ha partecipato in qualità di ospite speciale. Nella stessa serata ha inoltre eseguito un medley tra Non me lo so spiegare, Sere nere e Il regalo più grande.
Il brano è stato inoltre tradotto in lingua spagnola con il titolo Encanto ed eseguito in duetto con il cantante spagnolo Pablo López. Tale versione è stata inserita nell'edizione spagnola di TZN - The Best of Tiziano Ferro uscita il 3 marzo 2015.

## Video musicale
Il videoclip, diretto da Gaetano Morbioli insieme a Ferro stesso e girato a Milano, è stato presentato in anteprima attraverso il sito del quotidiano la Repubblica il 20 gennaio 2015, per poi venire pubblicato il giorno seguente sul canale YouTube del profilo Vevo dell'artista. Esso mostra vari filmati raffiguranti una delle giornate tipo dell'artista, dalla sveglia agli incontri con i fan.
Il 24 febbraio 2015 è stato pubblicato sul profilo Vevo dell'artista il videoclip di Encanto, la versione spagnola del brano. Sempre diretto da Gaetano Morbioli, esso mostra le medesime immagini del videoclip italiano alternate a quelle di Pablo López che interpreta le sue parti.

## Classifiche

### Classifiche settimanali
| Classifica (2015) | Posizione massima |
| ----------------- | ----------------- |
| Italia            | 4                 |
| Italia (airplay)  | 5                 |

### Classifiche di fine anno
| Classifica (2015) | Posizione |
| ----------------- | --------- |
| Italia            | 45        |